# Powiat Gödöllő
Powiat Gödöllő (węg. Gödöllői járás) – jeden z piętnastu powiatów komitatu Pest na Węgrzech. Jego powierzchnia wynosi 380,88 km². W 2009 liczył 104 471 mieszkańców (gęstość zaludnienia 274 os./1 km²). Siedzibą władz jest miasto Gödöllő.

## Miejscowości powiatu Gödöllő
- Csömör
- Dány
- Gödöllő
- Isaszeg
- Kerepes
- Kistarcsa
- Nagytarcsa
- Pécel
- Szada
- Vácszentlászló
- Valkó
- Zsámbok